# Mark Dominik Alscher

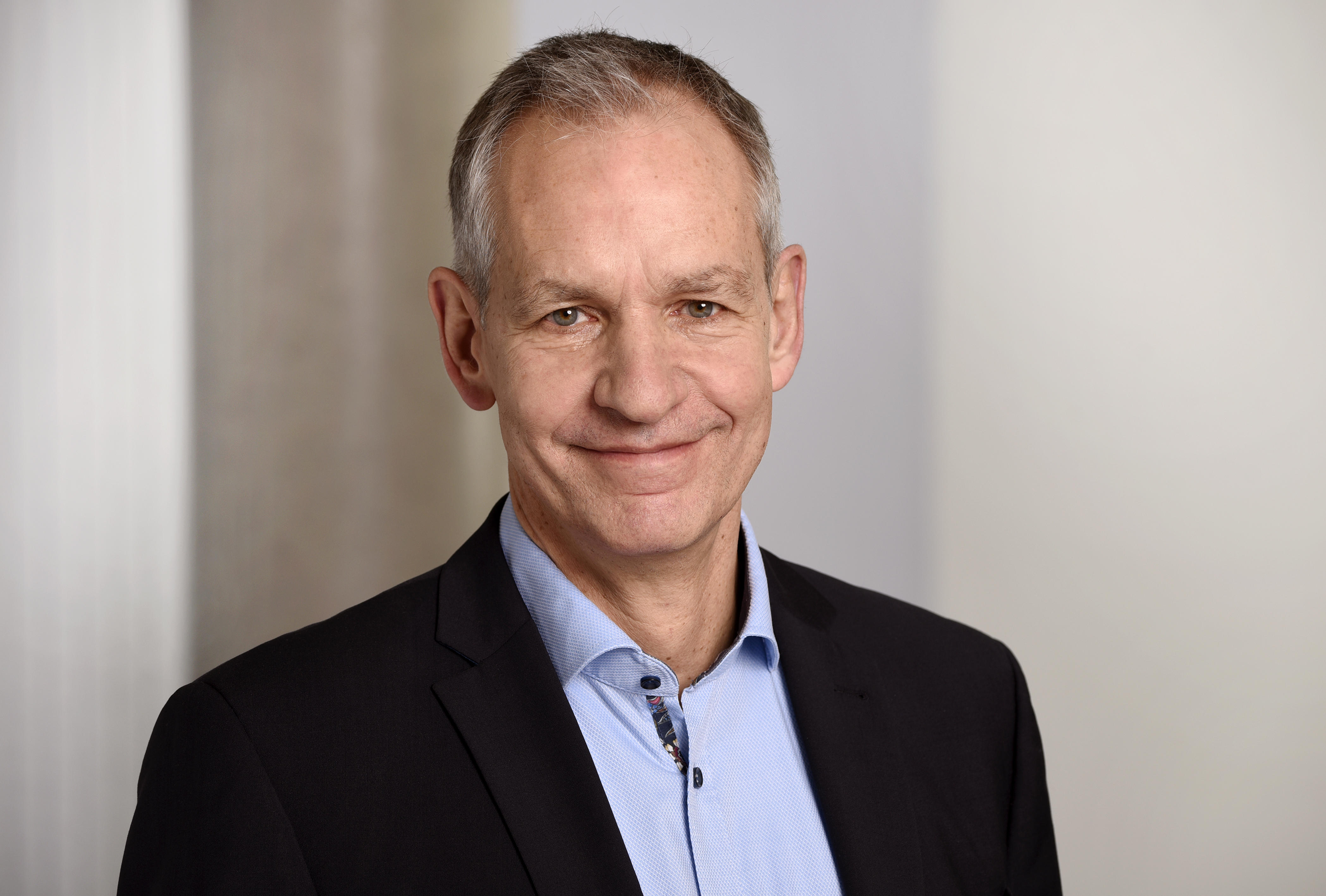
Mark Dominik Alscher (2022)

Mark Dominik Alscher (* 2. August 1963 in Stuttgart) ist ein deutscher Internist, Geschäftsführer der Bosch Health Campus GmbH (BHC) in Stuttgart und Professor an der Universität Tübingen. Er ist bekannt für seine Arbeiten auf dem Gebiet der Peritonealdialyse, des akuten Nierenversagens und medizinischer Expertensysteme.

## Leben
Alscher studierte von 1984  bis 1990 Medizin an der Albert-Ludwigs-Universität Freiburg. 1990 promovierte er mit dem Thema: „Eisen-, Kupfer- und Zinkkonzentrationen der Leber und ihre Bedeutung für computertomographische Leberdichtemessungen“ (magna cum laude). Im Anschluss wechselte er an das Robert-Bosch-Krankenhaus (RBK) Stuttgart in die Abteilung für Gastroenterologie. 1992 wurde er approbiert. Er durchlief die Ausbildung zum Internisten mit Rotationen in den Bereichen Gastroenterologie, Kardiologie, Hämatologie und Nephrologie. 1996 arbeitete Alscher am RBK in der Abteilung für Allgemeine Innere Medizin und Nephrologie. Im Jahr darauf schloss er die Facharztweiterbildung für Innere Medizin ab und wurde 1998 zum Oberarzt ernannt.
Ab 1998 arbeitete er am Beth Israel Deaconess Medical Center und an der Harvard Medical School (USA) sowie 2001 am University Hospital Denver (USA). Er erhielt die Gebietsbezeichnung Nephrologe (2002) und Hypertensiologie (2004). 2003 wurde er an der Universität Tübingen habilitiert und 2004 zum leitenden Oberarzt ernannt. 2007 übernahm Alscher die kommissarische Leitung des Notaufnahmezentrums am RBK. Die Universität Tübingen ernannte ihn 2008 zum außerplanmäßigen Professor. Im selben Jahr wurde er schließlich Chefarzt des Notaufnahmezentrums und der Abteilung Allgemeine Innere Medizin und Nephrologie am RBK. 2009 wurde er zum Ärztlichen Direktor der Gesamtkliniken des RBK gewählt.
2011 wurde Alscher Vorsitzender der AG Telematik des Wissenschafts- und des Sozialministeriums Baden-Württemberg. Nachdem 2012 die AG Gesundheitstelematik im Ministerium für Wissenschaft, Forschung und Kunst (MWK) Baden-Württemberg gegründet wurde, wählte man ihn 2013 zu deren Vorsitzenden. Im Jahr 2014 war er Fachexperte des Gemeinsamen Bundesausschusses in Berlin.
Im Jahr 2016 wurde er Geschäftsführender Ärztlicher Direktor (Geschäftsführer der Robert-Bosch-Krankenhaus GmbH), der Robert Bosch Gesellschaft für Medizinische Forschung (RBMF) und der MVZ (Medizinisches Versorgungszentrum) Gesellschaft des Robert-Bosch-Krankenhauses.
Während der Gründung des Bosch Health Campus leitete Alscher diesen gemeinsam mit Luise Hölscher, die 2021 jedoch aus der Geschäftsführung ausschied. Seither ist Alscher alleiniger Geschäftsführer. Am 1. April 2022 wurde der Bosch Health Campus schließlich offiziell gegründet.

## Wissenschaftlicher Beitrag
Alscher hat insbesondere im Bereich der Peritonealdialyse gearbeitet und dabei das Krankheitsbild der verkapselnden Peritonealdialyse systematisch bearbeitet. Die Mortalität, welche zuvor bei 85 % lag, konnte in den behandelten Patienten auf 19,4 % reduziert werden. Ein weiterer Schwerpunkt liegt bei medizinischen Expertensystemen (Computerprogramme, die den Arzt bei der Lösung von komplexeren Problemen wie ein Experte unterstützen können, indem sie Handlungsempfehlungen aus einer Wissensbasis ableiten), deren Analyse gemeinsam mit Kollegen aus den USA und Schweden zu einigen Arbeiten geführt hat. Alscher hat mehrere Symposien und Jahreskongresse organisiert, zu erwähnen ist die Jahrestagung der Südwestdeutschen Gesellschaft für Innere Medizin 2014 in Stuttgart und die Jahrestagung der Deutschen Gesellschaft für Nephrologie in Berlin 2016.
Des Weiteren setzt er sich in den Bereichen Rahmenbedingungen für klinische Forschung, neue Gesundheitsberufe und Software für Wissensorganisationen ein.

## Mitgliedschaften und wissenschaftliche Vereinigungen
- War Vorstandsmitglied des Instituts für digitale Medizin[18]
- War seit 05/2004 Mitglied des wissenschaftlichen Beirates der Robert Bosch Stiftung (Stuttgart)
- Ist seit 2007 Fellow of the American Society of Nephrology (FASN)
- War seit 09/2013 Vizepräsident der Deutschen Gesellschaft für Nephrologie[3][19]
- War seit 06/2013 Vorsitzender der AG Gesundheitstelematik im Ministerium für Wissenschaft, Forschung und Kunst (MWK) Baden-Württemberg[5][6]
- War seit 08/2014 Fachexperte des Gemeinsamen Bundesausschusses (Berlin)[7]
- Ist seit 09/2015 Vorsitzender der Südwestdeutschen Gesellschaft für Innere Medizin[7][20]
- War seit 07/2015 Beirat der Koordinierungsstelle Telemedizin Baden-Württemberg (BW)
- War von 2016 bis 2018 Präsident der Deutschen Gesellschaft für Nephrologie[21][22]
- Seit 2018 Vorsitzender der Digitalen Gesundheit Baden-Württemberg e. V.[7][23]

- International Society of Nephrology
- National Kidney Foundation, USA
- International Society of Peritoneal Dialysis
- European Renal Association - European Dialysis and Transplantation Association
- Deutsche Gesellschaft für Innere Medizin
- Deutsche Gesellschaft für Interdisziplinäre Notaufnahmen
- Deutsche Arbeitsgemeinschaft für Klinische Nephrologie[24]
- Mitglied des Digitalen Beirates und Sprecher für Digitialisierungsthemen des Sozialministeriums Baden-Württembergs[7]
- Delegierter der Landes- und Bezirksärztekammer Baden-Württemberg[7][25]

## Publikationen
Alscher veröffentlicht mehr als 330  Fachartikel und Buchbeiträge mit den Schwerpunkten nephrologische Erkrankungen incl. Nierenersatz (Peritonealdialyse, Hämodialyse, Transplantation), Systemerkrankungen, rheumatische Erkrankungen und Notfallversorgung. Außerdem hielt er über 500 externe Vorträge.
Bücher:
- mit Boris Augurzky und Christian Karagiannidis: Die Gesundheit der Zukunft. Wie wir das System wieder fit machen Das Gesundheitssystem in Deutschland reformieren: Anforderungen, Probleme und Lösungsansätze aus Expertensicht. S. Hirzel, Stuttgart 2025, ISBN 978-3-7776-3499-9.
- Referenz Nephrologie. Georg Thieme Verlag. 2019. ISBN 978-3-13-240001-6.
- Mit Götz Geldner: Handbuch Extrakorporale Organunterstützung. Urban & Fischer Verlag. 2019. ISBN 978-3-437-22791-2.
- Mit Ulrich Kuhlmann, Joachim Böhler, Friedrich C. Luft und Ulrich Kunzendorf: Nephrologie: Pathophysiologie - Klinik - Nierenersatzverfahren. Thieme Verlag. 2015. ISBN 978-3-13-700206-2.

Fachartikel:
- PubMed Publikationsverzeichnis Ascher, M D (unvollständig)
- ResearchGate Publikationsverzeichnis Mark Dominik Alscher